# Manuel Pio Corrêa
Manuel (Manoel) Pio Corrêa auch Correia (* 1874 in Porto; † 1934 in Paris) war ein portugiesischer Botaniker.

## Leben
Pio Manuel Corrêa war der Sohn des Verlegers und Buchhändlers Ignacio Miguel Corrêa, er heiratete Mercedes Veloso; ihr Sohn war Manuel Pio Correia Júnior.
Zu den von Manuel Pio Corrêa beforschten Naturwissenschaften gehörte die Botanik und die Geologie. In seinem Studium widmete er sich der angewandten Botanik, im Besonderen den wissenschaftlichen, wirtschaftlichen und industriellen Methoden der Pflanzenproduktion.
Er war im Botanischen Garten von Rio de Janeiro beschäftigt.
Er verfasste das sechsbändige Dicionário das Plantas Úteis do Brasil e das Exóticas Cultivadas (Nachschlagewerk der brasilianischen Kulturpflanzen), das ab 1926 vom brasilianischen Landwirtschaftsministerium veröffentlicht wurde.
Seine Bibliographie umfasst etwa 150 Werke.
Er war Mitglied in mehr als einem Dutzend wissenschaftlichen Einrichtungen.
Als er starb, war er Wissenschaftlicher Mitarbeiter am Naturhistorischen Museum in Paris.

## Veröffentlichungen
- Dicionario Das Plantas Uteis Do Brasil